# Dieppe Bay Town
Koordinaten: 17° 25′ N, 62° 49′ W
Dieppe Bay Town ist ein Ort im äußersten Norden der Hauptinsel St. Kitts des karibischen Inselstaats St. Kitts und Nevis sowie einer der beiden Hauptorte der Parish Saint John Capisterre. Zwar hat der Ort heute (2010) nur einige hundert Einwohner, jedoch aufgrund seiner Geschichte den Status einer Stadt (Town).

## Lage
Der Ort liegt an der Dieppe Bay, einer durch ausgedehnte Korallenriffe im Osten und Norden vor den hohen Atlantikwellen geschützten Bucht.

## Geschichte
Der Ort wurde im Jahre 1538 als erste von Europäern in der östlichen Karibik angelegte Siedlung durch französische Hugenotten aus Dieppe gegründet und nach ihrer Heimatstadt benannt, aber schon nach wenigen Monaten von den Spaniern wieder zerstört; die Siedler wurden deportiert. Im Jahre 1625 wurde der Ort von französischen Siedlern unter der Führung von Pierre Belain d’Esnambuc neu gegründet.
D’Esnambuc und der englische Kapitän Thomas Warner teilten die Insel Saint Kitts (damals Saint Christopher genannt) 1627 zwischen Frankreich und England. Frankreich erhielt dabei das Nord- (Capisterre) und das Südende (Basseterre), Dieppe wurde Hauptort der Region „Capisterre de St. Christophe“. Der südliche Teil des heutigen Saint John Capisterre Parish gehörte zur englischen Mitte der Insel, „British Saint Christopher“, und wurde von Saddlers aus verwaltet. Als England im Jahre 1713 mit dem Frieden von Utrecht endgültig die gesamte Insel in Besitz nahm, blieben beide Orte Verwaltungssitze der neuen, größeren Parish.
Der Naturhafen war ein beliebter Ankerplatz von Korsaren, die spanischen Schiffen auflauerten. In der frühen Kolonialzeit wurde von hier Tabak und ab 1640 Rohrzucker verschifft. Der Hafen verlor seine Bedeutung, nachdem Basseterre 1727 Hauptstadt der Insel geworden war und der Handel sich nach dort verlagerte.

## Strandleben
Der kleine, palmengesäumte Strand in Dieppe Bay besteht aus schwarzem Sand vulkanischer Herkunft. Wegen des wenige hundert Meter vorgelagerten Barriereriffs ist die See recht ruhig und zum Baden, Schnorcheln und Windsurfen geeignet. In Strandnähe wachsen Manchinelbäume, die starke Giftstoffe enthalten. Vom Strand und dem dortigen Golden Lemon Inn & Villas, dem wohl bekanntesten Hotel und Restaurant der Insel, blickt man rechts auf den Atlantik und links auf die Karibik.